# Leonard Gyllenhaal
Leonard Gyllenhaal (Älvsborgs län, 3 december 1752  - Skaraborgs län, 13 mei 1840) was een Zweeds entomoloog en militair. Wanneer hij als auteur van de naam van een taxon wordt geciteerd, gebeurt dat bijna altijd in de klassieke vorm "Gyllenhal" (met één a), waarmee hij ook op de titelpagina's van zijn gedrukte werken staat. 
Zijn belangrijkste werk is Insecta svecica, over de insecten van Zweden, waarvan de voltooiing 30 jaar kostte.
Gyllenhaal schreef zich in 1769 in als student in Uppsala en studeerde botanie en entomologie bij Carl Linnaeus en Carl Peter Thunberg. Hij moest om economische redenen stoppen met zijn studie aan de universiteit en het koos voor een militaire loopbaan. Gyllenhaal bleef echter in contact met Linnaeus door middel van een uitgebreide correspondentie en bleef werken als amateur-natuuronderzoeker. Hij bleef in militaire dienst tot hij in 1799 met de rang van Majoor met pensioen ging. Na zijn pensionering wijdde hij zich geheel aan de entomologie. Hij verdiepte zich voornamelijk in de studie van kevers.
In 1809 werd hij verkozen tot lid van de Koninklijke Zweedse Academie van Wetenschappen.
In 1828 ontving hij de Gouden Medaille van de Zweedse Academie van Wetenschappen.

## Publicaties
- 1808-1827 Insecta svecica, 4 delen; BHL
- 1833-1845 Genera et species Curculionidum, 8 delen, met Carl Johan Schoenherr, Carl Henrik Boheman en Olof Immanuel Fåhraeus; BHL

## Familie
Onder zijn nakomelingen zijn zijn achterkleinzoon Stephen Gyllenhaal en diens kinderen Jake Gyllenhaal en Maggie Gyllenhaal.
- Bibliothèque nationale de France: cb13481136f (data)
- Gemeinsame Normdatei: 100607187
- International Standard Name Identifier: 0000 0000 5172 8545
- Nederlandse Thesaurus van Auteursnamen: 16335894X
- LIBRIS: 266760
- SNAC: w6tx4pbv
- Virtual International Authority File: 51841148
- WorldCat: E39PBJvtby4chqTwXpYgP6Wv73